# A fiatal zeneszerző utazása
A fiatal zeneszerző utazása, (grúzul: ახალგაზრდა კომპოზიტორის მოგზაურობა) 1984-ben forgatott történelmi-forradalmi film, amelyet Giorgi Sengelaja rendezett. A film forgatókönyvét Otar Csehidze regénye alapján Erlom Ahvlegyiáni és Giorgi Sengelaja írta.  A film az 1905-ös forradalom leverése után játszódik, amikor a reakciós erők leverik és lerombolják a haladó és szabad szellem megnyilvánulására irányuló minden kísérletet. Az emberek szeretnének kiszabadulni a zsákutcából, de annyira eluralkodik rajtuk a félelem, hogy még a kezüket sem tudják mozdítani, és állandóan valakire várnak. Ezért azt gondolják, hogy az összeesküvés szervezője az a zeneszerző, aki népdalokat gyűjt.  A filmet az 1986-os Nyugat-Berlini Nemzetközi Filmfesztiválon a legjobb rendezőnek járó Ezüst Medvével jutalmazták; 1987-ben elnyerte a British Film Institute díját az év legjobb filmje kategóriában.

## Történet
A fiatal zenészerző, Nyikusa Csacsanidze (Levan Abasidze) népzenei gyűjtőútra indul Grúziába. Az 1905-ös forradalom után lelkesnek nem nevezhető a közhangulat és egyáltalán nem demokratikus a légkör sem. A fiatalember óriási ambicíóval veti bele magát a munkába. Valósággal elbűvöli a gyönyörű Grúzia, igyekszik mindent felfedezni. Tanára egy levelet is küld vele egy orvosnak. Útközben megáll egy forrásnál, ahol egy eszméletlen, megvert férfit talál, és akiről később kiderül, hogy az orvos barátja. Magával viszi az ismeretlent, amin vendéglátói csodálkoznak: segítőkészségükbe gyanakvás vegyül. Elizbar Heteveli orvos ( Zurab Kipsidze ) vendégül látja és otthont ad Nyikusának. A levél tartalmát is elárulja neki, arra kéri , hogy gondoskodjon a zeneszerzőről.  Ugyanakkor az orvos testvére, Salva ( Ruszlan Mikaberidze ) faggatni kezdi  Nyikusát, állandóan azt kérdezi tőle, mit tanított neki a tanára. Nyikusa meglepődve válaszol, majd éjfélkor, Salva lovon elhagyja a falut. Szörnyűségesek a következmények. A muzsikus most már nem egyszerűen sejti, hanem tudja, hogy ellentmondásoktól feszített, terrortól rettegő vidékre érkezett, ahol további kellemetlen meglepetésekre is kell számítania.
Másnap reggel a csendőrök meghozzák  Salva holttestét. A halott síratása közben Leko Tataseli ( Gia Peradze ) lép be a szobába, akit utasít az orvos, hogy vigye biztonságos helyre Nyikusát. A harsány Leko, kísérője, testőre, patrónusa lesz Nyikusának. Titokban irányítják lépteiket Tiflisz felé. Minden találkozás csak megerősíti az ambiciózus zenekutatót, hogy nehéz feladatra vállalkozott. Persze nem mindenki gyáva, akivel összehozza a sors. Akadnak bátrabbak is, sőt: itt-ott burkoltan szóba kerül az úgyszólván lehetetlennek mondott ellenállás is. Leko forradalmár lelkületű, és úgy véli, hogy Nyikusa is egy lázadó Tifliszből, és így bemutatja őt az egész falunak. Emiatt a csendőrök üldözni kezdik őket. Többszöri szálláshely cseréje után Guranduhti asszony ( Ketevan Orahelasvili ) birtokára érkeznek, ahol Lekót bezárják két napra, mert az alkohol teljesen 'kiüti'. Gurandukhti többé nem bízik Lekóban, és megparancsolja gyámjának, hogy vigye el Nyikusát maga Itarielhez. Leko felébred és ellenáll, de megkötözik egy kötéllel és otthagyják.
David Itrieli ( Csabua (Mzechabuk) Amiredzsibi ) és gyermekei szeretettel fogadják Nyikusát, etetik, és megígérik, hogy az aratás után Tifliszbe visszasegítik. Még aznap meglátogatják őket a csendőrök. Másnap Nyikusa egyedül marad otthon. Az egész család dolgozik, a falusiak pedig az Úr színeváltozását ünneplik az Átváltozás templomában. Az udvaron a fiatal zenész ismét találkozik Lekoval , aki azt javasolja, menjenek el a templomhoz a színpompás búcsúra. A templomi forgatag kitűnő alkalom a zenésznek a gyűjtésére, álomszép dalokat  rögzít a fonográf. Közben tűz üt ki, és megjelennek a kozákok, aki nyomozásba kezdenek. Módszereik a szokásos,durvaságuk szintén. Nyikusánál megtalálják a gyűjtőútjának a térképét, amit bizonyítéknak vélnek a forradalmi szervezkedésre. Mindenkit letartóztatnak, aki gyanús, mivel kemény példát akarnak statuálni. Rács mögé dugják a zenész vendéglátóit is. Nyikusát és Lekot is  letartóztatják és kihallgatják. Nyikusa személyét a hatalom arra használja fel, hogy letörje a rebelliskedőket és hivatkozzon a lázadásra. Az ellenzékiek nem táplálnak illúziót a jövőjükkel kapcsolatban, ám azt kérik, hogy a törvény hatalmasságai bocsássák szabadon a városi vendéget, hiszen Nyikusa ártatlan, nem keveredett semmiféle összeesküvésbe. 

A finálé rendkívül szomorú. Leko önként válik meg az élettől felakasztja magát. A lefogottakat pedig a hegyek közé hurcolják kivégzésre. Bátran mennek a halálba. És odavágják a zsarnoknak, hogy ezt a korhadt rendszert már nem lehet megmenteni, s csak idő kérdése, mikor törnek előre a forradalmárok. Nyikusa helyett egy egyszerű öreg parasztember lesz az áldozat akit kivégeznek.

## Szereplők
- Gia Peradze (Leko Tataseli)
- Levan Abasidze (Nyikusa Csacsanidze)
- Zurab Kipsidze (Elizbar Hetereli, orvos)
- Ruszudan Kvlividze (Tekla Hetereli)
- Ruszlan Mikaberidze (Salva Hetereli)
- Csabua (Mzecsabuk) Amiredzsibi (Davit Itrieli)
- Lili Joszeliani (Efemia Cereteli)
- Temur Dzsaparidze (Giorgi Ocheli)
- Ketevan Orahelasvili (Guranduhti)
- Zinaida Kverencshiladze (Gulkan)
- Ia Rcheulisvili
- Zaza Kolelisvili
- Ramaz Joszeliani
- Temur Bichiasvili
- Bichiko Andronikasvili
- Devi Ivanov-Csikovani
- Paata Baratasvili
- Giorgi Margvelasvili
- Irakli Hizanisvili

## Díjak
- Uniós Filmfesztivál (Minszk) - Fődíj (rendezésért) (1985)
- Ezüst Medve a legjobb rendező kategóriában a Berlini Nemzetközi Filmfesztiválon (1986).
- A British Film Institute díja az év legjobb filmjének ( 1987 ).
- Sota Rusztaveli Állami Díj (rendezésért) (1989)